# Ally Ong
Tai Hong „Ally” Ong (ur. 14 września 1943) – malezyjski strzelec, olimpijczyk.
Startował na igrzyskach olimpijskich w 1976 roku (Montreal). Zajął 50. miejsce w skeecie ex aequo z trzema zawodnikami.
Ong był także uczestnikiem Igrzysk Brytyjskiej Wspólnoty Narodów 1974 i Igrzysk Wspólnoty Narodów 1978. Na obu startował w skeecie, a zajmował odpowiednio: szóste miejsce (187 punktów) i ósme miejsce (182 punkty).

## Wyniki olimpijskie
| Igrzyska | Konkurencja | Wynik       | Miejsce | Źródło |
| -------- | ----------- | ----------- | ------- | ------ |
| IO 1976  | Skeet       | 181 punktów | 50T     | [ 2 ]  |